# Alois Schusterschitz

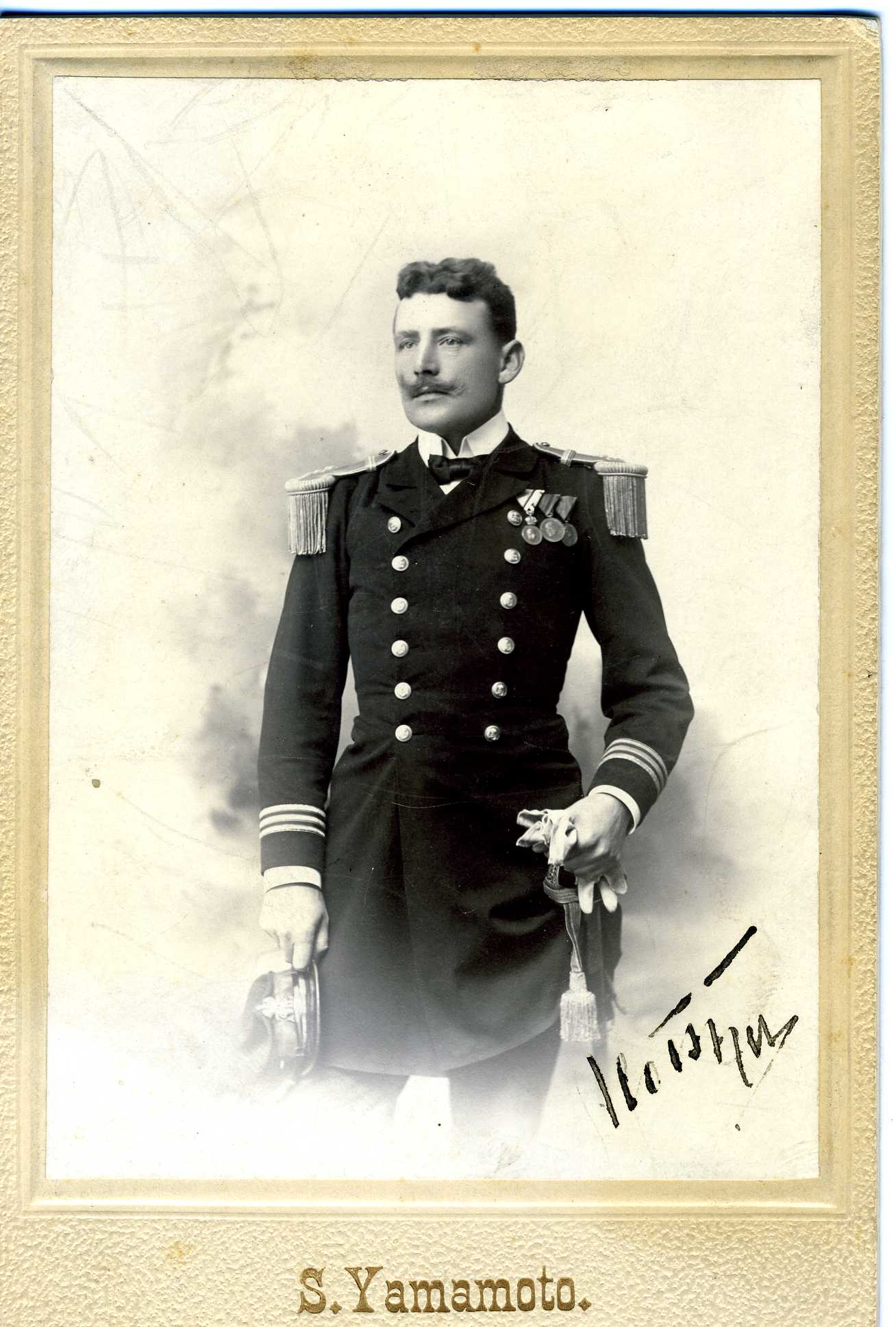
Alois Schusterschitz

Alois Schusterschitz (* 27. Mai 1867 in Gorenja vas; † 1. März 1948 in Zagreb) war ein österreichisch-ungarischer Marineoffizier und Admiral, der von 1919 bis 1921 als Alojz Šusteršič in jugoslawischen Diensten stand. 1900 nahm er als Kommandant des k.u.k. Marinedetachements in Tientsin (Tianjin) an der Niederschlagung des Boxeraufstands teil. 1919 war er Marinereferent der slowenischen Delegation im Rahmen der Delegation des SHS-Staats bei den Friedensverhandlungen in Paris. Sein Bruder war der slowenische Politiker Ivan Šusteršič. Er gilt als einer der Begründer der slowenischen maritimen Identität.

## Herkunft
Alois Schusterschitz stammte aus einer streng katholischen Beamtenfamilie. Er wurde am 27. Mai 1867 als jüngstes Kind des Bezirksrichters Valentin Schusterschitz (geb. 1805, gest. 1885) und der Maria Schusterschitz geb. Jallen (geb. 1834, gest. 1874) geboren.

## Dienst in der k.u.k. Kriegsmarine
Nach Ausmusterung aus der Marineakademie 1888 übernahm Schusterschitz vorwiegend Bordfunktionen. Während des Boxeraufstands in China 1900 wurde er zum k.u.k. Etappenkommandant in Tientsin ernannt und nahm an mehreren Gefechten mit Boxern teil, in deren Verlauf er eine Kanone sowie mehrere, nunmehr sich im Heeresgeschichtlichen Museum befindliche Boxerfahnen erbeutete. Eine größere strategische Bedeutung hatte die Teilnahme an der Eroberung der Peitang-Forts am 20. September 1900, die gemeinsam mit deutschen und russischen Einheiten erfolgte. Im Zuge dieser Operation war unter anderem der k.u.k. Seekadett Georg Ludwig von Trapp dem (damaligen) Linienschiffsleutnant Schusterschitz unterstellt. Schusterschitz blieb bis 1902 als Kommandant des Gesandtschaftswachdetachements in Peking. 1913 war er Kommandant des im Nahen Osten stationierten Kreuzers Szigetvár und logierte im November 1913 einige Tage im Österreichischen Hospiz zur Heiligen Familie in Jerusalem. Bei Kriegsausbruch 1914 hatte er das Kommando über das (veraltete) Linienschiff Árpád inne, mit dem er im November 1914 zur Sicherstellung des erbeuteten französischen U-Boots Curie und im Mai 1915 zur großangelegten Flottenaktion gegen die italienische Küste aus Pola auslief. Bei der genannten Flottenaktion beschoss die Árpád vorwiegend den Bahnhof von Ancona. Später erhielt er das Kommando über das modernere Schlachtschiff Zrinyi, das jedoch wie die anderen schweren Einheiten im Hafen verblieb. Anfang 1918 übernahm er schließlich das Kommando über den Seeverteidigungsbezirk Cattaro, Hafen der aktivsten Einheiten der k.u.k. Kriegsmarine. Das Ende des Krieges erlebte er als stellvertretender Hafenadmiral in Pola und wurde am 1. November 1918 zum Konteradmiral ernannt. Ende 1918 wurde er seitens der liquidierenden k.u.k. Behörden in den Ruhestand versetzt.

## Leben in Jugoslawien
Nach dem Zusammenbruch Österreich-Ungarns wurde er als einer der wenigen slowenischen Flaggenoffiziere im Stand der SHS-Flotte gehalten und ging – unter Anerkennung seines Admiralsrangs – im Frühjahr 1919 als slowenischer Marineexperte nach Paris, um die Interessen des SHS-Staates in Flottenangelegenheiten zu vertreten. Nach Abschluss der Pariser Vorortverträge war eine Weiterverwendung in der jugoslawischen Flotte jedoch nicht möglich, da die wenigen Admiralsposten erst einmal unter den Kroaten und Serben aufgeteilt werden mussten. Der Prinzregent bot ihm einen hochrangigen Posten in der Diplomatie an, nämlich den Posten des jugoslawischen Delegierten in der in Wien tagenden Schuldenkommission. Diese war für alle Nachfolgestaaten der k.u.k. Monarchie besonders wichtig, entschied sie doch über die Aufteilung der Schulden. Dies lehnte er jedoch ab, da er weiterhin dem Meer und der Schifffahrt verbunden bleiben wollte. So wurde er 1921 pensioniert, zu seinem großen Ärger erhielt er jedoch keine Admiralspension, sondern nur eine Kapitänspension. Dafür scheint unter anderem sein tadelloser Diensteifer in der k.u.k. Kriegsmarine als auch die Tatsache, dass sein Bruder, Ivan Šusteršič, der die slowenische Politik der letzten 20 Jahre maßgeblich bestimmt hatte, bis zum Schluss dem Kaiserreich anhing und 1918 in die Schweiz ins Exil ging, ausschlaggebend gewesen zu sein. Nicht einmal seine Namensänderung von Schusterschitz zurück zu Šusteršič scheint geholfen zu haben. In der Folge lebte er erst in Belgrad, wo er eine Reihe von französischen Reedereien vertrat und schließlich ab ca. 1930 in Zagreb. Seine Liebe zum Meer behielt er jedoch bei, da er bis zum Zweiten Weltkrieg eine Segelyacht an der Adria hatte. Der Zerfall Jugoslawiens ermöglichte es ihm, die Demütigung seitens der serbischen Behörden 1921 auszuwetzen. Sofort nach Errichtung des Ustaša-Staates 1941 stellte er den Antrag auf Zuerkennung der Admiralspension, die ihm schließlich auch zuerkannt wurde. Nach der Befreiung Jugoslawiens hielten sich auch die kommunistischen Behörden daran und so erhielt er bis zu seinem Tode 1948 eine Admiralspension.